# Шойгу, Юлия Сергеевна
Ю́лия Серге́евна Шойгу́ (тув. Юлия Сергей кызы Шойгу; род. 4 мая 1977, Красноярск) — российский психолог и спасатель, кандидат психологических наук, заведующий кафедрой экстремальной психологии Московского государственного университета им. М. В. Ломоносова, директор Центра экстренной психологической помощи Министерства Российской Федерации по делам гражданской обороны, чрезвычайным ситуациям и ликвидации последствий стихийных бедствий с 2002 года, вице-президент Российского психологического общества (РПО), заместитель председателя Этического комитета РПО, Заслуженный спасатель Российской Федерации (2021), старшая дочь бывшего Министра обороны Российской Федерации С. К. Шойгу.

## Биография
Юлия Шойгу родилась 4 мая 1977 году в городе Красноярске, в семье С. К. Шойгу. В связи со спецификой работы отца семья часто меняла места жительства. Среднюю школу Юлия окончила уже в Москве в 1994 году и поступила на факультет психологии Московского государственного университета.
В 1999 году по окончании университета пришла на работу в Центр экстренной психологической помощи МЧС России (когда министерство возглавлял её отец) и начала работать психологом.
В 2001 году Юлия Шойгу была назначена заместителем директора, а уже через год директором Центра.
В разное время Юлия Сергеевна Шойгу принимала участие в оказании психологической помощи пострадавшим после террористических актов, захватов заложников, после техногенных катастроф в Москве, землетрясения на Сахалине, авиакатастрофы в Иркутске, гибели подводной лодки «Курск» и в других чрезвычайных ситуациях в России и за рубежом.
В 2003 году во Всероссийском центре экстренной и радиационной медицины МЧС России под научным руководством доктора психологических наук, доктора медицинских наук, профессора В. Ю. Рыбникова и доктора медицинских наук, профессора А. М. Никифорова (научный консультант) защитила диссертацию на соискание учёной степени кандидата психологических наук по теме «Профессиональный психологический отбор курсантов вузов МЧС России-будущих спасателей: Обоснование психодиагностического инструментария» (специальность 06.26.02 — безопасность в чрезвычайных ситуациях). Официальные оппоненты — доктор психологических наук В. П. Третьяков и кандидат психологических наук, доцент В. Б. Чесноков. Ведущая организация — Московский университет МВД России.
Автор научных работ по психологии экстремальных ситуаций. Награждена государственными и ведомственными наградами.

## Семья
Юлия Шойгу замужем за заместителем Генерального прокурора Российской Федерации Алексеем Захаровым, имеет двоих детей — дочь Дарью и сына Кирилла.

## Награды
- почётное звание «Заслуженный спасатель Российской Федерации» (30 декабря 2021, Указ ПРФ № 735) — за высокий профессионализм и самоотверженность, проявленные при оказании экстренной психологической помощи пострадавшим и родственникам погибших при чрезвычайных ситуациях и многолетнюю безупречную службу[7][8];
- медали ордена «За заслуги перед Отечеством» I и II степеней[9];
- медаль «За спасение погибавших» (19 сентября 2019)[10];
- ведомственные медали МЧС и других министерств России;
- знак отличия «За заслуги перед Санкт-Петербургом»;
- медаль «За честь и мужество» (Кемеровская область);
- медаль «За доблестный труд» (Татарстан);
- медаль «За активную работу по распространению Знаний» (международный гуманитарный общественный фонд «Знание» имени академика К. В. Фролова)[11].